# Parafia Ewangelicko-Augsburska Nowy Sącz-Stadło
Parafia Ewangelicko-Augsburska Nowy Sącz-Stadło – parafia ewangelicko-augsburska w Nowym Sączu, należąca do diecezji katowickiej. Kościół parafialny mieści się przy ulicy Pijarskiej 21. W 2017 parafia liczyła 57 wiernych. 
Parafia prowadzi również opiekę duszpasterską nad wiernymi Kościoła Ewangelicko-Augsburskiego zamieszkującymi województwo podkarpackie – nabożeństwa przez nią organizowane odbywają się w Rzeszowie.

## Historia

### Czasy reformacji
Idee reformacyjne docierają do Nowego Sącza niezwykle szybko za sprawą bliskości Spiszu, w którym to dzięki węgierskiemu możnowładcy Jerzemu Turzo rozpoczyna się reformacja już w 1520 roku. 
Z Nowego Sącza pochodzi słynny ewangelicki teolog, drukarz i działacz polski na Mazurach Jan Sandecki, który w tym mieście słyszy ewangelicką naukę po raz pierwszy.
Przez cały XVI w. ewangelickie kościoły powstają w wielu sądeckich miejscowościach m.in. w: Bobowej, Chomranicach, Czchowie, Gorlicach, Jakubkowicach (dzisiejsza Łososina Dolna), Męcinie, Rożnowie, Wielogłowach. 
W połowie XVI w. w Nowym Sączu wśród protestantów dominowali ewangelicy wyznania augsburskiego (luteranie); to w tym mieście odbył się zjazd małopolskich luteran 8.02.1558 r.. A znacząca większość sądeckich posłów i kasztelanów była wyznania ewangelickiego.

#### Konwersje na arianizm i kontrreformacja
Na początku XVII w. rozpoczyna swą działalność Stanisław Farnowski - wyznawca dyteizmu. W Nowym Sączu działalność zaczyna ariański zbór i szkoła, a miejscem sprawowania nabożeństw staje się sądecki zamek.
Zburzenie ewangelickiego kościoła w Krakowie w 1591 roku uważa się za punkt zwrotny w dziejach polskiego protestantyzmu. Rozpoczyna się wzmożona akcja kontrreformacyjna, a kolejne polskie, ewangelickie parafie Sądecczyzny stopniowo zostają zlikwidowane - „Na lada pozew, o lada co skazywano szlachtę kalwińską na grzywny, plebeljuszów tego wyznania na infamię, więzienie, a nawet śmierć”. Z blisko stu sądeckich parafii ewangelickich okres kontrreformacji przetrwały dwie - Jodłówka, inaczej Szczepanowice (rok upadku 1809 lub 1808).

#### Kolonizacja józefińska
Nowy Sącz znalazł się już we wrześniu 1772 roku pod panowaniem Imperium Habsburgów. Cesarz Józef II podejmuje decyzję o konieczności zasiedlenia Galicji bez względu na wyznanie - tak rodzi się idea kolonizacji józefińskiej. Od 1781 roku w Stadłach zaczęli osiedlać się osadnicy niemieccy. W 1786 r. miejscowa kaplica zostaje przebudowana na kościół ewangelicki, który staje się miejscem zgromadzeń parafii. 

### Życie sądeckich parafii od XIX w. do II Wojny Światowej

#### Nowy Sącz
W dniu 30.10.1800 roku ewangelicy zamieszkujący Nowy Sącz i okolice zakupili zabudowania poklasztorne, opustoszałe z powodu kasaty józefińskiej. Dawna kaplica Przemienienia Pańskiego i przylegające budynki stały się wkrótce siedzibą parafii i miejscem odprawiania nabożeństw. Zbór w Nowym Sączu oddzielił się od zboru w Stadłach finalnie w 1802 roku, gdy nastąpiło poświęcenie Kościoła Przemienienia Pańskiego. Obie ewangelickie parafie były w strukturze Kościoła ewangelickiego austriackiej Przedlitawii, należały do senioratu zachodniego superintendentury lwowskiej. Parafia nowosądecka liczyła wtedy 1.100 osób, prowadziła własną szkołę i otaczała pomocą ubogich. W roku 1869 rada parafialna postanawia założyć filialny zbór w Strzeszycach-Żbikowicach wraz ze szkołą. W 1893 roku zostaje powołany zbór w Krynicy - oba filiały były obsługiwane przez duchownych z Nowego Sącza. Po zakończeniu I Wojny Światowej oba sądeckie zbory w 1920 roku przystąpiły do Kościoła Ewangelickiego Augsburskiego i Helweckiego Wyznania w Małopolsce. W 1926 roku w Nowym Sączu powstaje Polskie Towarzystwo Ewangelickie, a parafianie polskiego pochodzenia i spolonizowani Niemcy walczą o polskie nabożeństwa. W 1930 roku parafia ewangelicka w Nowym Sączu była miejscem obrad Dni Kościoła z okazji 400-lecia konfesji augsburskiej. 

#### Stadła
W 1850 roku zgromadzenie parafialne powołuje do życia zbór filialny w Gołkowicach, obok niego powstaje także szkoła wyznaniowa. W 1889 roku ewangelicy w Stadłach podejmują się trudu budowy nowej szkoły. Rok 1945 zamyka dzieje licznych dwóch sądeckich parafii na skutek przesiedlenia ludności niemieckiej i działań wojennych liczba parafian zmniejszyła się do najmniejszej od czasów kontrreformacji.

## Czasy współczesne
W 1948 roku kościół Przemienienia Pańskiego został odbudowany ze zniszczeń wojennych i poświęcony. 2 lata później rada parafialna postanawia zachować w swojej nazwie drugi człon Nowy Sącz-Stadło. Nowosądecka parafia stała się filiałem krakowskiej parafii ewangelickiej aż do 1998 roku. W 2008 roku bp Tadeusz Szurman dokonał rekonsekrakcji kościoła ewangelickiego ze Stadeł, który zrekonstruowany, znajduje się w Sądeckim Parku Etnograficznym.
Po staniu się na powrót parafią, nowosądecki zbór liczył kilkunastu wiernych. Początkiem 2009 roku rozpoczęto prace remontowe budynków kościoła, zamontowano nowe dzwony. W 2015 roku w budynku parafii zaczął działać nowosądecki Dom Historii. A od 2018 roku prowadzony jest remont budynku kościoła.
Nabożeństwa są otwarte dla wszystkich i odbywają się w każdą niedzielę o godzinie 10:00 w budynku kościoła przy ulicy Pijarskiej 21.
W 2023 przez parafię zainaugurowane zostało prowadzenie comiesięcznych nabożeństw w Rzeszowie. Pierwsze z nich miało miejsce 3 grudnia i zostało prowadzone przez ks. Dariusza Chwastka w rzymskokatolickiej kaplicy Ojców Dominikanów przy ul. Dominikańskiej 15. Inauguracyjne nabożeństwo zgromadziło 6 wiernych. Działalność w Rzeszowie ma docelowo doprowadzić do założenia nowej parafii w tym mieście.